# Северный диалект табасаранского языка
Северный (сувакский) диалект, или cевернотабасаранское наречие (самоназвание: гъурна), — один из двух диалектов табасаранского языка наряду с южным диалектом, на котором основан литературный табасаранский язык.

## Классификация
В основе литературного табасаранского языка лёг южный диалект, но в нём есть и некоторые черты северного.
Я. Г. Тестелец и Т. А. Майсак устно отмечали, что можно выделить северный диалект как отдельный язык из-за отсутствия взаимопонятности с южным диалектом. А. А. Магометов, напротив, считает, что «табасаранцы из различных мест свободно понимают друг друга». По данным А. С. Касьяна, процент совпадений в списках Сводеша для хюрюкского говора северного диалекта и хивского говора южного диалекта составляет 92 %. Ю. Б. Коряков также отмечает, что носители северного диалекта этнически не отделяют себя от носителей южного, а потому, по его мнению, нет достаточных причин для выделения северного диалекта как отдельного языка.
В северном диалекте можно выделить следующие говоры:
- гумгумский (хурикский),
- хирганский,
- чиркуланский,
- сувакский
- кухрикский.

В этегском говоре южного диалекта имеются некоторые особенности северного (например, отсутствуют как заднеязычные лабиализованные согласные, так и геминированные спиранты); А. Н. Генко считает, что его следует выделить в отдельный переходный диалект. Магометов пишет, что наибольшие расхождения наблюдаются между крайними говорами табасаранского языка, а то время как степень отличия сглаживается в средней части, где наблюдаются формы, которые характерны для обоих диалектов.

## Географическое распространение
Северный диалект распространён в основном в Табасаранском районе Дагестана, но встречается и в Хивском районе (где более распространён южный диалект). Около аула Тураг зоны распространения южного и северного диалектов разделены горной вершиной высотой 1795 м.
В середине XX века для жителей северного Табасарана языком межэтнического общения был азербайджанский, а южного — лезгинский.

## Отличия

### Лексика
В. М. Загиров пишет, что «диалектная лексика в табасаранском языке представлена небольшим количеством слов. Выделяются диалектизмы двух типов: 1. Слова отдельных диалектов или говоров, либо не имеющие соответствия в литературном языке, либо отличающиеся от соответствующих общенародных лексем по звучанию, семантике или структуре… 2. Диалектные слова, используемые в языке художественной литературы для точной передачи местных особенностей изображаемой реальности…».
Некоторые примеры диалектизмов:
| Северный диалект | Литературный табасаранский | Русский      |
| ---------------- | -------------------------- | ------------ |
| изу              | узу                        | я            |
| фи йур           | фу ву                      | что          |
| швушв            | сус                        | невеста      |
| биъхъундар       | гъибихъундар               | не нашел     |
| куьъуьтнуьза     | китунза                    | подбросил    |
| каъавц1ну        | кабц1ну                    | запачкал     |
| вурк1к1ус        | урккуз                     | зарезать     |
| вулх1ус          | улхуз                      | говорить     |
| к1урдуъур        | к1уру                      | говорит      |
| г1ап1идур        | ап1уру                     | сделает      |
| г1илдивгъудур    | алдагъуру                  | снимает      |
| къи              | гъафи                      | пришедший    |
| к1и гъак1и       | гъач1и                     | умерший      |
| къараравкъус     | гъададагъуз                | не кончаться |
| хъаравццус       | хът1ат1абццуз              | полотенце    |
| гьит1имилк1ан    | мигьит1ик1ан               | не прячь     |
| къумузан         | мугъузан                   | не оставайся |

### Фонетика
Основные фонетические отличия от южного диалекта заключаются в том, что в южном имеются заднеязычные и фарингальные лабиализованные согласные, отсутствующие в северном, а в северном имеются геминированные спиранты, отсутствующие в южном.
| По способу образования | Шумные  | Шумные  | Шумные  | Шумные    | Шумные    | Шумные    | Шумные    | Шумные    | Шумные   | Шумные   | Шумные   | Сонорные | Сонорные  |
| По способу образования | Смычные | Смычные | Смычные | Аффрикаты | Аффрикаты | Аффрикаты | Аффрикаты | Аффрикаты | Спиранты | Спиранты | Спиранты | Оральные | Назальные |
| По месту образования   | Зв.     | Гл.     | Абр.    | Зв.       | Гл.       | Гл.       | Абр.      | Абр.      | Зв.      | Гл.      | Гл.      | Оральные | Назальные |
| ---------------------- | ------- | ------- | ------- | --------- | --------- | --------- | --------- | --------- | -------- | -------- | -------- | -------- | --------- |
| Губные                 | б       | п       | пӀ      |           |           |           |           |           | в        | ф        | ф        |          | м         |
| Зубные                 | д       | т       | тӀ      |           | ц         | ц         | цӀ        | цӀ        | з        | с        | с        | л        | н         |
| Шипящие                |         |         |         |           | ч         | ч         | чӀ        | чӀ        | ж        | ш        | ш        | р        |           |
| Среднеязычные          |         |         |         |           |           |           |           |           | (г)      | хь       | хь       | й        |           |
| Заднеязычные           | г       | к       | кӀ      |           |           |           |           |           |          |          |          |          |           |
| Увулярные              |         |         |         | къ        | къ        | хъ        | хъ        | кь        | гъ       | гъ       | x        |          |           |
| Фарингальные           | гӀ      |         |         |           |           |           |           |           |          | хӀ       | хӀ       |          |           |
| Ларингальные           | ъ       | гь      | гь      |           |           |           |           |           |          |          |          |          |           |

### Грамматика
Имеются отличия в образовании отрицательных и запретительных форм глагола, употреблении классных показателей в числительных и т. д.